# Pandémie de Covid-19 au Mali
La pandémie de Covid-19 au Mali démarre officiellement le 25 mars 2020. À la date du 7 octobre 2022, le bilan est de 742 morts.

## Chronologie
Au Mali, l'épidémie est identifiée à partir du 25 mars 2020. Un communiqué de presse officiel annonce qu'il s'agissait de deux Maliens rentrés de France les 12 et 16 mars respectivement. Le premier est une femme de 49 ans résidant à Bamako et le deuxième un homme de 62 ans vivant à Kayes (ouest du pays).
Le 26 mars, deux nouveaux cas sont enregistrés par le ministère de la santé et des affaires sociales. Pour faire face à l'épidémie qui avait jusque là épargné le pays, dans une adresse à la nation, Ibrahim Boubacar Keïta, le président de la République du Mali a décrété l'état d'urgence et instauré un couvre feu de 21h à 5h du matin.
Le 27 mars, avec 7 nouveaux tests positifs de Coronavirus, le Mali passe à 11 cas.
Le 28 mars, avec 7 nouveaux cas confirmés, le total passe à 18.
Le 31 mars, 25 cas testés positifs et deux décès.
Le 3 avril, le bilan publié par le ministère de la Santé fait état de 39 cas testés positifs. En avril 465 nouveaux cas et 24 décès, portent le total de cas à 490 dont 26 décès.
En mai avec 775 nouveaux cas et 51 décès, le total des cas monte à 1 265 dont 77 décès.
En juin, 916 nouveaux cas et 41 décès, portent le nombre de cas à 2 181 dont 116 décès.
En juillet, 354 nouveaux cas et huit décès, portent le nombre de cas à 2 535 dont 124 décès.
En août, 241 nouveaux cas et deux décès, portent le nombre de cas à 2 776 dont 126 décès.
En septembre, 325 nouveaux cas et cinq décès, portent le nombre de cas à 3 101 dont 131 décès.
En octobre, 453 nouveaux cas et cinq décès, portent le nombre de cas à 3 554 dont 136 décès.
En novembre, 1 156 nouveaux cas et 20 décès, portent le nombre de cas à 4 710 dont 156 décès.
Le 18 décembre 2020, le Mali annonce "la fermeture des écoles, bars, restaurants et de certains commerces pour contrer une hausse du nombre de cas depuis plusieurs semaines. Les bars et restaurants sont fermés pour 14 jours depuis samedi minuit, et tous les établissements d'enseignement privés et publics seront fermés jusqu'au 10 janvier".
En décembre, 2 319 nouveaux cas et 113 décès portent le nombre de cas à 7 029 dont 269 décès.
En janvier 2021, 1 062 nouveaux cas et 61 décès portent le nombre de cas à 8 091 dont 330 décès.
En février 2021, 285 nouveaux cas et 23 décès portent le nombre de cas à 8 376 dont 353 décès.
En mars 2021, 1 666 nouveaux cas et 32 décès portent le nombre de cas à 10 042 dont 385 décès.
En avril 2021, 3 816 nouveaux cas et 99 décès portent le nombre de cas à 13 858 dont 484 décès.
En mai 2021, 407 nouveaux cas et 33 décès portent le nombre de cas à 14 265 dont 517 décès.
En juin 2021, 57 nouveaux cas et huit décès portent le nombre de cas à 14 322 dont 525 décès.
En juillet 2021, 262 nouveaux cas et sept décès portent le nombre de cas à 14 584 dont 532 décès.
En août 2021, 305 nouveaux cas et sept décès portent le nombre de cas à 14 889 dont 539 décès.
En septembre 2021, 330 nouveaux cas et neuf décès portent le nombre de cas à 15 219 dont 548 décès.
En octobre 2021, 855 nouveaux cas et 15 décès portent le nombre de cas à 16 074 dont 563 décès.
En novembre 2021, 1 360 nouveaux cas et 43 décès portent le nombre de cas à 17 434 dont 606 décès.
En décembre 2021, 3 574 nouveaux cas et 54 décès portent le nombre de cas à 21 008 dont 660 décès.
En janvier 2022, 9 044 nouveaux cas et 54 décès portent le nombre de cas à 30 052 dont 714 décès.
En février 2022, 329 nouveaux cas et huit décès portent le nombre de cas à 30 381 dont 722 décès.
En mars 2022, 108 nouveaux cas et six décès portent le nombre de cas à 30 489 dont 728 décès.
En avril 2022, 354 nouveaux cas et quatre décès portent le nombre de cas à 30 843 dont 732 décès.
En mai 2022, 253 nouveaux cas et deux décès portent le nombre de cas à 31 096 dont 734 décès.
En juin 2022, 69 nouveaux cas et trois décès portent le nombre de cas à 31 165 dont 737 décès.
En juillet 2022, 63 nouveaux cas et deux décès portent le nombre de cas à 31 228 dont 739 décès.
En août 2022, 184 nouveaux cas portent le nombre de cas à 31 412 dont 739 décès.
En septembre 2022, 1 226 nouveaux cas et trois décès portent le nombre de cas à 32 638 dont 742 décès.
En octobre 2022, 95 nouveaux cas portent le nombre de cas à 32 733 dont 742 décès.
En novembre 2022, 27 nouveaux cas portent le nombre de cas à 32 760 dont 742 décès.
En décembre 2022, 10 nouveaux cas et un décès portent le nombre de cas à 32 770 dont 743 décès.
En janvier 2023, 10 nouveaux cas portent le nombre de cas à 32 780 dont 743 décès.
En février 2023, 238 nouveaux cas portent le nombre de cas à 33 018 dont 743 décès.
En mars 2023, 99 nouveaux cas portent le nombre de cas à 33 117 dont 743 décès.
En avril 2023, 27 nouveaux cas et un décès portent le nombre de cas à 33 144 dont 743 décès.

## Statistiques

Nombre de cas au Mali depuis le début de l'épidémie.

Nombre de morts au Mali depuis le début de l'épidémie.